# Kirchenunion
Als Kirchenunion bezeichnet man mehrere historische Versuche, die seit 1054 in orthodoxe Ost- und katholische Westkirche gespaltene Christenheit organisatorisch wieder zusammenzuschließen, meist unter dem Primat des römischen Papsttums, siehe Unierte Kirchen (katholisch).
- 1253–1259: Kirchenunion von Galič. Unterwerfung des russischen Fürsten Daniel Romanowitsch von Galizien unter die Suprematie Roms; der russische Fürst Alexander Newski von Nowgorod lehnt ab.
- 1274–1281: Kirchenunion von Lyon zwischen dem byzantinischen Kaiser Michael VIII. und Rom, im Zweiten Konzil von Lyon
- 1439: Kirchenunion von Florenz zwischen dem byzantinischen Kaiser Johannes VIII. und Rom; Kiew stimmt zu, die übrige russisch-orthodoxe Kirche aber lehnt ab, siehe Konzil von Basel/Ferrara/Florenz.
- 1453: Belagerung von Konstantinopel und Angebot des byzantinischen Kaisers Konstantin XI. an Papst Nikolaus V. zur Kirchenunion, wenn dieser militärische Hilfe organisieren kann; diese kommt jedoch zu spät und das byzantinische Reich zerfällt.
- 1596–1630: Kirchenunion von Brest innerhalb Polen-Litauens mit Kiew; Kiew widerruft zwar später und wird bald darauf russisch, doch es bleibt die Ukrainisch-Unierte Kirche in Lwiw.

Trotz des Scheiterns aller dieser Ansätze kam die Idee bei einigen Panslawisten (Križanić) vor allem in der zweiten Hälfte des 19. Jahrhunderts (Solowjow) nochmals auf, während andere Panslawisten sie heftig ablehnten.

### Theologisch
- Arnold Rademacher: Die innere Einheit des Glaubens. Ein theologisches Prolegomenon zur Frage der Kirchenunion. Peter Hanstein, Bonn 1937.
- Reinhard Groscurth (Hrsg.): Kirchenunionen und Kirchengemeinschaft. Lembeck, Frankfurt am Main 1971, ISBN 3-87476-010-3.
- Martin Borchert: Sind Kirchenunionen Stationen auf dem Wege zur Einheit der Kirche? Diss. Humboldt-Universität, Berlin 1989.
- Karl-Heinrich Lütcke, Eckhard Zemmrich (Hrsg.): Was heißt Kirchen-Union heute? Beiträge zu einem Symposium der Evangelischen Kirche Berlin-Brandenburg-Schlesische Oberlausitz. Evangelische Verlagsanstalt, Leipzig 2015, ISBN 978-3-374-04140-4.

### Kirchengeschichtlich
- August Heisenberg: Neue Quellen zur Geschichte des lateinischen Kaisertums und der Kirchenunion. 3 Bände. Verlag der Bayerischen Akademie der Wissenschaften, München 1923.
- Jürgen Wilhelm Winterhager: Kirchen-Unionen des zwanzigsten Jahrhunderts. Gotthelf-Verlag, Zürich 1961.
- Gerhard Ruhbach (Hrsg.): Kirchenunionen im 19. Jahrhundert. 3. Auflage. Gütersloher Verlagshaus Mohn, Gütersloh 1982, ISBN 3-579-04431-1.
- Peter Halfter: Das Papsttum und die Armenier im frühen und hohen Mittelalter. Von den ersten Kontakten bis zur Fixierung der Kirchenunion im Jahre 1198. Böhlau, Köln 1996, ISBN 3-412-15395-8.
- Barbara Hallensleben, Ernst Christoph Suttner: Interkonfessionelle Unionsbestrebungen der Frühen Neuzeit. Europäische Geschichte Online, hrsg. vom Institut für Europäische Geschichte (Mainz), 2020; abgerufen am 8. März 2021; d-nb.info (PDF; 0,5 MB).
- Ernst Christoph Suttner: Quellen zur Geschichte der Kirchenunionen des 16. bis 18. Jahrhunderts. Deutsche Übersetzung der lateinischen Quellentexte von Klaus und Michaela Zelzer. 2., überarbeitete Auflage. Hrsg.: Barbara Hallensleben und Nikolaus Wyrwoll. Aschendorff Verlag, Münster 2017, ISBN 978-3-402-12019-4.